# Rugido
Un rugido es un bramido explosivo y profundo, un sonido forzado a través de la boca abierta. Lo producen determinadas especies de animales, en particular cuatro de las cinco especies vivas de grandes félidos del género Panthera, de las que resulta su voz más característica: el león, el tigre, el leopardo y el jaguar. El leopardo de las nieves, quinta especie viva de Panthera es incapaz de rugir, a pesar de que haya animales no félidos que igual rugen, como los osos, los gorilas, y los elefantes por ejemplo.
El rugido se genera fundamentalmente por la vibración del hioides, un pequeño hueso flotante (no articulado al resto del esqueleto) en la garganta, no completamente rígido ni en los adultos. Popularmente se cree, por tanto, que la capacidad de rugir viene determinada por la osificación parcial del hioides, pero nuevos estudios afirman que esa capacidad precisa también adaptaciones morfológicas, sobre todo en la laringe y en las cuerdas vocales. La onza sí tiene el hioides semiosificado, pero no el mismo grado de desarrollo de las adaptaciones en la laringe y las cuerdas vocales que el resto de los grandes felinos, lo que determina su incapacidad de rugir.
Los animales rugen por diversas razones, incluyendo la proclamación territorial, la comunicación con los demás miembros del grupo, y la ira. Además, el rugido de ciertos animales como los leones se incorpora al proceso de encontrar y competir por una pareja.
El patrón habitual de un rugido se compone de tres porciones de sonido: una primera porción (preludio) que suena como un quejido lastimero, una porción media con fuertes tonos de baja frecuencia (desde 240 Hz y bajando hasta los 120 Hz) y una final que parecen gruñidos.

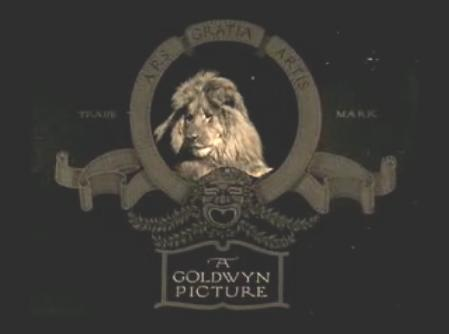
Logotipo de la MGM con el león de la Metro llamado Slats, la versión empleada hasta 1928. Fue diseñada originalmente por Howard Dietz para la Goldwyn Pictures Corporation.

Uno de los rugidos culturalmente más célebres es el rugido del león de la secuencia de apertura de las películas de la Metro-Goldwyn-Mayer (MGM). Esta secuencia consiste sólo en la porción media del rugido, omitiendo las porciones primera y última. A partir de la década de los 80, Mark Mangini decidió combinar rugidos de tigres y otros individuos para crear el reconocido "Thunder Roar" que se suele escuchar en las películas. Así, se puede notar la diferencia entre los primeros rugidos del león de MGM y los que se oyen hasta el día de hoy
Mark Mangini menciona que necesitaba rugidos más feroces estilo "trueno" que según él : "los leones no pueden hacer". Son rugidos que el tigre emite y que suelen ser usados en las películas